# احمد سخاورز
احمد سخاورز (زادهٔ ۱۳۲۳) کاریکاتوریست نشریات توفیق، فردوسی و اطلاعات هفتگی بود. سخاورز در ۱۳۲۳ خورشیدی در تهران متولد شد. تحصیلات عالی وی در زمینه زبان و ادبیات انگلیسی است.
سخاورز مدت زمانی طولانی به کار کاریکاتور در نشریات می‌پردازد و از معدود کاریکاتوریست‌هایی است که به شیوه کاریکاتور روزنامه‌ای ارج می‌نهد و به یاری نوشته‌های مکمل اثرش از طریق مطبوعات با خوانندگان ارتباطی پیگیر دارد.